# Kościół św. Floriana w Opatowie
Kościół św. Floriana w Opatowie – rzymskokatolicki kościół parafialny we wsi Opatów, w gminie Łęka Opatowska, w powiecie kępińskim, w województwie wielkopolskim. Należy do dekanatu Trzcinica diecezji kaliskiej. 

## Architektura
Jest to budowla pseudobazylikowa z transeptem (nawą poprzeczną) i poligonalnie zamkniętym prezbiterium. Od strony południowej (prezbiterialnej) mieszczą się kruchty. Elewacja główna (fasada) mieści się od strony północnej, na osi jest umieszczona wieża nakryta wielokątnym hełmem, przy skrzyżowaniu naw mieści się sygnaturka. Budowla reprezentuje styl neoromański. Świadczą o tym przysadziste proporcje, półokrągłe zamknięcia okien, detale architektoniczne i fryzy arkadkowe, blendy ułożone rzędem w górnej części nawy poprzecznej. Na osi transeptu umieszczone są pięciolistne rozety w uskokowym otworze.
Elewacja została wybudowana z surowej cegły, mury rozczłonkowane są skarpami i cokołem otaczającym świątynię. Dach nad kościołem jest dwuspadowy, łamany. W pokryciach dachowych mieszczą się lukarny doświetlające przestrzeń nad sklepieniem. Świątynia posiada sklepienia kolebkowe. Wyposażenie wnętrza związane jest z dawną i bogatą historią parafii – ołtarze w ramionach nawy poprzecznej reprezentują styl barokowy.

## Organy
Organy zostały wybudowane przez firmę Schlag & Söhne ze Świdnicy jako opus 547. Według katalogu firmy instrument powstał w 1899 roku, natomiast według inskrypcji w szafie organowej budowa trwała w latach 1900–1901. Na początku organy znajdowały się pod opieką organmistrzowską budowniczych. W okresie międzywojennym za różne naprawy był odpowiedzialny Józef Bach z Rychtala. W październiku 1952 r. Władysław Kaczmarek z Wronek przeprowadził remont instrumentu, instalując dmuchawę elektryczną. W 1979 roku dokonano kolejnych zmian, takich jak odwrócenie stołu gry, który początkowo wbudowany był w szafę organową. Wykonano jego nową obudowę.
Dyspozycja instrumentu:
| Manuał I                 | Manuał II         | Pedał          |
| ------------------------ | ----------------- | -------------- |
| 1. Bordun [16']          | 1. Schalmei 8'    | 1. Violon 16'  |
| 2. Principal 8'          | 2. Portunal 8'    | 2. Subbass 16' |
| 3. Gambe 8'              | 3. Flet dolce 4'  | 3. Cello 8'    |
| 4. Hohlflöte 8'          | 4. Flaut harm. 4' |                |
| 5. Octave 4'             |                   |                |
| 6. Progr. harm. 2-3 fach |                   |                |